# Na hraně lásky
Na hraně lásky (v anglickém originále The Edge of Love) je film režiséra Johna Mayburyho z roku 2008, natočený podle divadelní hry britské autorky Sharman MacDonaldové, matky Keiry Knightleyové. Film je zmiňován též pod původním názvem The Best Time of Our Lives.

## Obsazení
Ústřední čtveřici postav ztvárníili Keira Knightleyová (Vera Phillips), Sienna Millerová (Caitlin MacNamara), Matthew Rhys (Dylan Thomas) a Cillian Murphy (William Killick).

## Děj
Zápletka vychází ze skutečného životního příběhu waleského básníka Dylana Thomase a jeho vztahu ke dvěma ženám - manželce Caitlin a přítelkyni Veře Phillips provdané za Williama Killicka. 